# Karlucs
Els karlucs o karluks (també qarluqs, qarluks, karluqs, en àrab i persa: halluh transcrit en àrab Kharlukh i en persa Khallukh, xinès: 葛邏祿;葛逻禄 = géluólù o gelolu o gelu, abans Ko-lo-lu, o khololo o khorlo o harluut o kâr-lâ-luk) foren un poble nòmada turc de la regió de l'Irtix i Tarbagatai a l'oest de l'Altai. Eren parents dels uigurs. Les fonts xineses d'història dels Tang anomenen als karluc com Ko-lo-lu i deriven el seu nom de Karlik (en turc karlik vol dir "blocs de neu"; Kar és "neu"). N. Aristov va notar que el riu Kerlyk, afluent del Charysh, podria ser l'origen del nom i que el seu significat seria "mill salvatge". També podria derivar d'un epònim i aquest haver agafat o donat el seu nom a un riu.

## Història
Els karlucs foren una branca dels pobles turcs o turgesh, aborígens del massís de l'Altai. Van ser part del kanat dels Turcs. Quan es va dividir vers el 552 van quedar dins el kanat dels Turcs Occidentals, i foren una de les cinc tribus que no va gaudir d'autonomia; els karlucs, els yagma (yan nyan), els qiptxaq, els basmils i els hun (dulu) formats aquest darrers per les tribus chue, chumi i shato. Vers el 630 van esdevenir independents i estaven organitzats com Uch-Karluks o Uč Karlik (Tres Karlucs) unió formada pels karlucs, els chigils, i els yagma, sota un sobirà amb el títol de kül-erkin; les tres tribus procedien del kanat turc occidental. La primera referència a aquest poble és xinesa i data del 644; diu que eren maniqueus i els anomena Shi-Gelolu que vol dir lleó-karluc.
Vers el 665 torna a aparèixer la unió dels Tres Karlucs ara sota un yabgu (títol equivalent a príncep) En aquest temps van quedar sotmesos a la Xina i eren formats per tres tribus: meulo, chjisy (popou) i tashili. Les tribus i províncies van rebre noms xinesos i els caps títols xinesos, Al final segle es van desplaçar cap a l'Irish Negre, el Tarbagatai i el Tien Shan.
Vers el 680 quan es va formar el Segon Kaganat Turc, va sotmetre als karlucs, que s'haurien revoltat sense èxit del 711 al 714 segons les inscripcions de l'Orkhon; El 742 els karlucs es van aliar als uigurs i als basmils participant en la revolta general que va desintegrar el kanat dels turcs, i van contribuir a l'establiment del Kanat Uigur el 744. Després d'això una part dels karlucs es va unir als uigur i es va establir a les muntanyes Bogdo-Ola a Mongòlia, mentre la resta s'assentà entre l'Altai i el Tien Shan. Són esmentats a la inscripció uigur de Shine-usu de vers el 760.
Van formar un kanat sota un yabgu (o yabghu dels cronistes àrabs) que va restar sota influència de la dinastia Tang fins al 751; van abandonar la zona de l'Altai durant el segle VIII apareixen a la regió de l'Amudarià; després del 751 els karlucs estaven a la vall de Fergana i en foren expulsats pels àrabs; el 766 van ocupar Suayb i van establir allí la seva capital; la supremacia de les tribus turques que havien emigrat de l'Altai va passar clarament en aquest temps als karlucs. Els seus yabgu són esmentats a les inscripcions de l'Orkhon; en texts pehlevis un yabgu del Tokharistan és anomenat Yabbu-Hakan (Yabgu-Kagan).
Eren caçadors i nòmades i en menor mesura agricultors; s'establiren al camp i les ciutats que s'establiren principalment a les rutes de caravanes. El Turquestan que ocupaven estava poblat per turcs (türgesh) dividits en tocaris i azes (o ases), restes del poble principal, els oghuz, la major part del qual havia emigrat cap a l'oest per esdevenir els turcs de l'estepa o turcs shato; també hi havia establiments sogdians; al sud vivien el poble turc dels yagma (branca dels tokuz-oghuz) i els uigurs; i al nord els kangars (qangars), els qangli, els kanguy, iels kangju; els chigils, una divisió dels karlucs, vivien a la vora del llac Issik Kul. La majoria dels karlucs eren xamanistes; els chigils eren cristians amb alguns budistes o musulmans; els mercaders no eren les úniques visites, també venien missioners musulmans i nestorians.
Al-Yaqubi informa de la conversió del yabgu karluc a l'islam en temps del califa Al-Mahdí (775-785) i s'havien convertit en gran majoria al segle x. Durant tres segles van ocupar una posició clau en les rutes del comerç; els seus competidors foren els kangars al nord-oest i el tokuz-oghuz al sud-oest. Al començament del segle ix els karlucs van donar suport al rebel Rafi ibn al-Layth, revoltat contra Harun al-Rashid. Entre el 840 i el 894 van fer front a incursions dels samànides. El territori dels tokuz-oghuz i uigurs va passar als kirguís i després als kitan mongols.
El kaganat kirguís estava establert a la zona del riu Ienissei; eren turcs però d'una branca separada; eren uns 250.000 amb 50.000 guerrers. Van lluitar amb el Kanat Uigur i els van derrotar (829-840). Van dominar Tuva, Altai, i Jungària, arribant a Kashgar. Els karlucs van donar suport als kirguís contra els uigurs i tokuz-oghuz i vers el 840 els kirguís van començar a ocupar el que encara és el seu territori avui dia, destruint el Kanat Uigur. Els karlucs van quedar sota el seu domini. El 893 el samànida Ismail ben Ahmad va fer una expedició contra Talas arribant al cor del domini karluc, fet que provocà una penetració comercial i religiosa a més de la militar (algunes mesquites apareixen després a la zona a l'est de Talas). El poder kirguís fou eliminat vers el 920 o 924 pels kitan mongols i bona part van retornar cap al Ienissei; els karlucs van restar altre cops amos de Turquestan. La seva posició a la vall de Fergana tot i els intents dels àrabs per expulsar-los era forta.
Els historiadors turcs diuen que una vegada caigut el Kanat Uigur l'hegemonia va passar al yabgu karluc que va agafar el títol de kagan (kakhan).
Vers el 940 els yagma es van apoderar de la vall del Chu i de la capital karluc Suyab; el sobirà dels yagma portava el títol de bogra khan (Khan dels camells) i van formar la dinastia karakhànida. Les terres dels dos costats del Tien Shan van quedar unides sota els ilek khans karakhànides (ilek khan = kan de la terra) o kara khan (gran kan); els feus karakhànides aviat van esdevenir semi independents. Altres autors consideren que els karakhànides tenien origen en els čigil, els türgesh o altres. L'historiador Kashgari, d'origen karakhànida, no atribueix origen karluc a la dinastia. Dins l'imperi karakhànida els karlucs van existir com a grup nòmada separat.
Els karakhànides foren suplantats pels kara khitai, i després eliminats pels xa de Coràsmia i pels mongols. Els kara khitai, una branca dels kitan van formar després del 1125 l'imperi kara khitai. Es van posar al servei dels karakhànides per combatre els qangli i als karlucs, i van aprofitar per conquerir Balasagun d'eon van expulsar al seu kan fundant el seu propi estat i després van sotmetre als qangli i el Turquestan oriental: el 1137 van derrotar prop de Khojand a Mahmud Khan de Transoxiana i el 1141 al sultà seljúcida Sandjar. Kara khitai vol dir tant Kitan Negre com Kitan Occidentals com Gran Kitan; el seu cap es titulava gur khan (kan universal). La confederació dels Tres Karlucs va quedar dividida entre els karakhànides occidentals i el kara khitai. El sobirà karluc va conservar l'autonomia tant a un com a l'altre territori, però al territori kara khitai havien de seguir el procediment xinès d'acceptar la presència permanent d'un representant del gur khan. La capital dels karlucs era Kayalik. El 1158 els karlucs donaven suport al xa de Coràsmia Il Arslan en la invasió de Transoxiana on a Samarcanda governava Čaghri Khan.
El 1218 els kara khitai foren conquerits pels mongols. Poc abans el karluc Arslan Khan s'havia erigit en rei d'Almaligh després de matar el governador kara khitai i es va declarar vassall de Genguis Khan. Des de 1219 els karlucs es van enrolar als exèrcits mongols. Amb els mongols el nom de karluc va desaparèixer progressivament per ser substituït pel de Txagatai. Modernament alguns turcs del nord de l'Afganistan encara es consideren karlucs.

## Organització
L'estat dels karluc sota el seu yabgu es va organitzar com una associació de semi independents districtes i ciutats cadascuna amb la seva pròpia milícia. La ciutat més gran fou Suyab que tenia uns 20.000 guerrers; la següent fou Begliligh amb la meitat, després Panjikat amb 8000, Barskhan amb 6.000, Yar amb 3.000 i cada vegada menys. Els títols dels prínceps menors eren:
qutegin del clan laban dels karluc a Karminkat; taksin a Jil; tabin-barskhan a Barskhan; yindl-tegin (turc) o badan-sangu (sogdià) a Beglilig, i altres. El príncep de Suyab, al nord del riu Chu, portava el títol persa de yalan-shah, (rei dels herois).
Les ciutats principals de la zona foren Balasagun, Suyab, Kayalik, Taraz (Talas, Auliya-ata), Navakat (moderna Kara-bulak), Atbash (modernes ruïnes de Koshoy-Kurgan), Issyk-kul, Barskhan, Panjikat, Akhsikat, Beglilig, Almaligh, Jul, Yar, Ton, Panchul, i altres.